# Moorsel (Nederland)
Moorsel is een buurtschap van Lierop in de gemeente Someren in de Nederlandse provincie Noord-Brabant. Het ligt twee kilometer ten westen van het dorp Lierop.
Moorsel is ontstaan in de 12e eeuw als een ontginningsnederzetting. De vorm van deze nederzetting is nog herkenbaar aan het wegenpatroon en de groepering van de boerderijen. De naam komt van moer, naar de deels moerassige omgeving. Hier ontspringt de Vleutloop. De buurtschap werd met een wal tegen het oprukkende stuifzand beschermd. Oorspronkelijk lag hier de (leen-)hoeve Moorsel, die na de Vrede van Munster (1648) in bezit kwam van de Staten Generaal en werd opgesplitst. Later volgden meer boerderijen.
Vanaf 2014 kwam er een café en een groepsaccommodatie in het voorheen achterafgelegen buurtschap.

## Onderduikers
In de nabijheid, in de bossen ten zuidwesten van Moorsel, lag van eind 1943 tot de bevrijding in september 1944, het zogeheten Kamp Dennenlust, waar onderduikers in veiligheid werden gebracht. Het betrof een 30-tal mensen, zoals mannen die vluchtten voor de "Arbeitseinsatz" in Duitsland, en een aantal geallieerde piloten waarvan het vliegtuig was neergestort. Het goed verborgen kampje werd niet lang na de bevrijding door brand verwoest, maar een bakstenen oventje bleef bestaan. Dit werd gerestaureerd en later werd ook het kamp gedeeltelijk gereconstrueerd. De in 2005 geopende Onderduikersroute is een wandelroute die vanuit Lierop via Moorsel naar en van dit kampje.
Dorpen: Lierop · Someren · Someren-Eind · Someren-Heide

Buurtschappen: Achterbroek · Berkeindje · Boomen · Broekkant · De Hoef · De Hutten · Eindje · Gebergte · Groote Hoeven · Heieind · Heikant · Hersel · Moorsel · Oeijenbraak · Otterdijk · Slieven · Sluis 13 · Speelheuvel · Stipdonk · Vaarsel · Vaartsche Hoef · Vlas · Winkelstraat · Zomerven

Noord-Brabant: Steden en dorpen      Nederland: Provincies · Gemeenten